# Antymachos I Theos

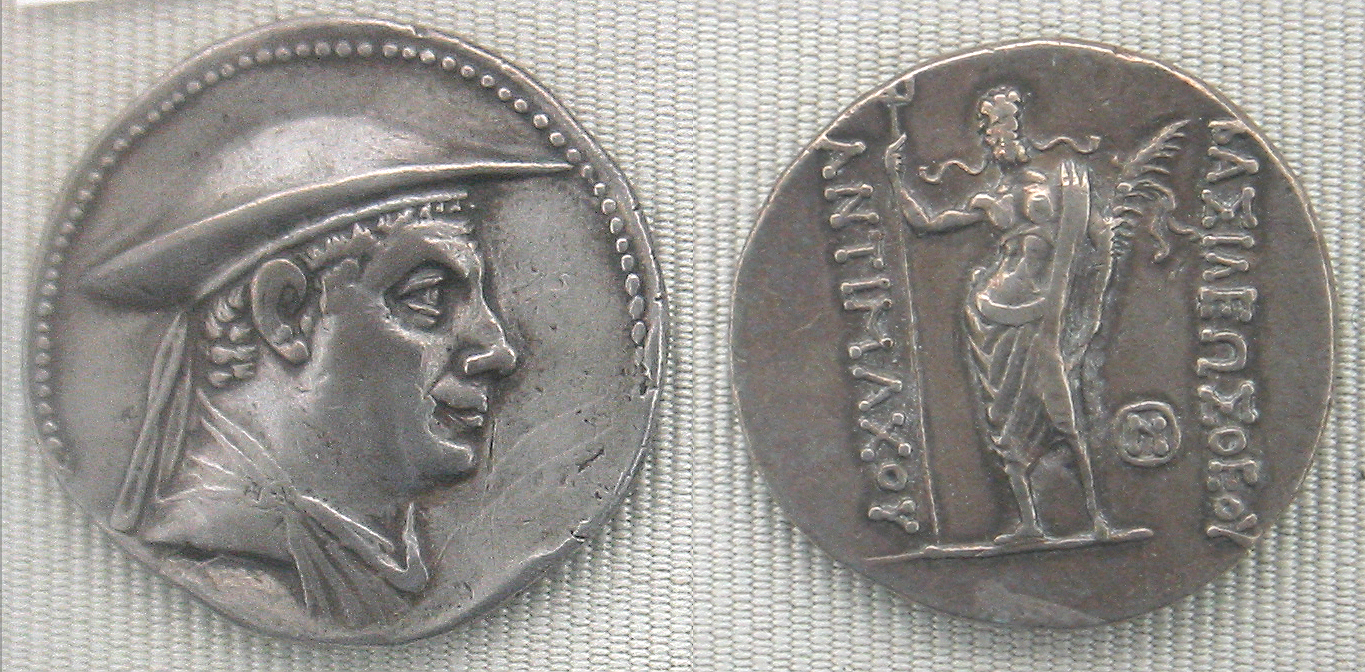
Moneta z wybitą podobizną Antymachosa i wizerunkiem Posejdona na rewersie

Antymachos I Theos – król Baktrii panujący ok. 185-170 p.n.e. Przywrócił jedność państwa, odzyskując prowincje oderwane w czasie panowania swojego poprzednika Eutydemosa II przez uzurpatorów Agatoklesa i Pantaleona. Dokonał również pierwszego rozszerzenia granic państwa baktryjskiego w kierunku doliny Kabulu i doliny Indusu.
Znany jest ze świadectw numizmatycznych oraz z pochodzącego z Baktrii kwitu podatkowego. W kwicie tym wymieniono władcę obok drugiej postaci o tym samym imieniu i nieznanego bliżej Eumenesa. Zazwyczaj przyjmuje się, że drugi Antymachos był synem króla i tożsamy jest z Antymachosem II Nikeforosem. Być może także Eumenes był królewskim synem i koregentem, niepoświadczonym do tej pory przez żadne inne źródła.
Powiązania dynastyczne Antymachosa są niejasne. Na jego monetach znajduje się wizerunek Posejdona, podczas gdy dotychczasowi władcy emitowali monety z Zeusem lub Heraklesem. Możliwe zatem, że był osobą spoza dotychczasowego kręgu władzy, np. zarządcą którejś z prowincji, który objął władzę po zakończeniu wojny domowej między rodami Diodotosa i Eutydemosa.